# ルドヴィカ・カロリナ・ラジヴィウ
ルドヴィカ・カロリナ・ラジヴィウ（ポーランド語: Ludwika Karolina Radziwiłł； リトアニア語: Liudvika Karolina Radvilaitė, 1667年2月27日 - 1695年3月25日）は、ポーランド・リトアニア共和国の貴族女性、公女（帝国諸侯）。ドイツのプファルツ選帝侯カール3世フィリップの最初の妃。ドイツ語名シャルロッテ・フォン・ラジヴィウ＝ビルツェ（Charlotte von Radziwiłł-Birze）。

## 生涯
ルドヴィカはプロイセン公国のケーニヒスベルクに、ボグスワフ・ラジヴィウ公と、その妻アンナ・マリア・ラジヴィウ（ボグスワフの従兄ヤヌシュ・ラジヴィウ公の娘）の一人娘として生まれた。父の死により2歳でビルジャイとドゥビンギェイの領地と財産を相続した。
父が息子を残さずに死んだことで、ラジヴィウ家のうちカルヴァン派プロテスタントを信仰するビルジャイ＝ドゥビンギェイ系統はルドヴィカの死とともに断絶することになった。ルドヴィカの父方の祖母はブランデンブルク選帝侯ヨハン・ゲオルクの娘エリーザベト・ゾフィーであり、この祖母を通じてルドヴィカはリトアニアのゲディミナス朝とヤギェウォ朝の血を引いていた。
ルドヴィカは生涯の大半をベルリンとケーニヒスベルクで過ごしたが、リトアニア大公国内の自分の領地に対する注意を怠らなかった。父と同様に、彼女もまた共和国内で軽蔑されていたリトアニア語の書籍の出版を資金援助し、同国のプロテスタントの教育を支援した。ケーニヒスベルク、フランクフルト・アン・デア・オーダー、ベルリンの大学で神学を学ぶリトアニア人学生のために奨学金をもうけ、1680年にケーニヒスベルクで発行されたリトアニア語のカテキズムと信仰手引書の出版事業についても費用を出した。この手引書はリトアニア語で書かれたものとしては、16世紀のマルティーナス・マジュヴィーダスが出版したカテキズムに次いで2番目に早くつくられた手引書である。
ルドヴィカはポーランド王ヤン3世ソビェスキの長男ヤクプ・ルドヴィク・ソビェスキと婚約していたが、1681年にこれを破棄して親戚のブランデンブルク選帝侯フリードリヒ・ヴィルヘルムの息子ルートヴィヒ（1666年 - 1687年）と結婚した。これに関して、ルドヴィカはヤクプと交わした婚前契約に違反したとして国王に告訴された。国王にはルドヴィカのもつ広大な所領を没収しようという狙いがあったが、この訴えは婚前契約自体が偽造されたものだったことが判明したため、被告人であるルドヴィカの勝利に終わった。
最初の夫ルートヴィヒは若くして亡くなったため、1688年にルドヴィカはプファルツ選帝侯家の世継ぎ公子カール・フィリップと再婚し、3人の娘をもうけた。
- レオポルディーネ・エレオノーレ・ヨゼフィーネ（1689年 - 1693年）
- マリア・アンナ（1690年 - 1692年）
- エリーザベト・アウグステ・ゾフィー（1693年 - 1728年） - プファルツ＝ズルツバッハ公家の世継ぎ公子ヨーゼフ・カールと結婚

ルドヴィカの死後の1716年、夫はカール3世フィリップとしてプファルツ選帝侯位を継承した。ルドヴィカは末娘のエリーザベトを通じて、バイエルン国王マクシミリアン1世の曾祖母にあたる。またリトアニア王に選ばれたミンダウガス2世の妻アマーリエ・イン・バイエルンの直系先祖でもある。